# Gabriele Preuß
Gabriele Preuß (ur. 27 września 1954 w Dortmundzie) – niemiecka polityk, działaczka samorządowa, deputowana do Parlamentu Europejskiego VIII kadencji.

## Życiorys
Z wykształcenia i zawodu mistrz rzemieślniczy i handlowiec przemysłowy. Zaangażowała się w działalność Socjaldemokratycznej Partii Niemiec, weszła do jej zarządu w Gelsenkirchen. Od 1999 radna tej miejscowości, w 2004 została burmistrzem dzielnicy.
W wyborach europejskich w 2014 z ramienia socjaldemokratów została wybrana do Europarlamentu VIII kadencji.